# Fridrich Kristián Saský
Fridrich Kristián Saský (celým jménem Fridrich Kristián Leopold Jan Jiří František Xaver Saský, 5. září 1722, Drážďany – 17. prosince 1763, tamtéž) byl saský kurfiřt z albertinské linie Wettinů.

## Biografie

### Původ, mládí
Fridrich Kristián se narodil jako nejstarší syn ze 14 potomků saského kurfiřta Fridricha Augusta II. (1696–1763) a jeho manželky Marie Josefy Habsburské (1699–1757), nejstarší dcery císaře Josefa I. a jeho manželky Amálie Vilemíny Brunšvické. Již od narození byl Fridrich Kristián slabým, neduživým dítětem; měl pokřivenou páteř a jednu nohu ochrnutou, takže nebyl schopen samostatné chůze a byl odkázán na kolečkové křeslo. Jeho matka se jej snažila přesvědčit, aby vstoupil do duchovního stavu a vzdal se následnictví ve prospěch mladších bratří, princ se však jejímu záměru postavil.
Fridrichovi Kristiánovi se dostalo všestranného vzdělání. Byl hudebně nadaný, zajímal se, na rozdíl od ostatních Wettinů o humanitní vědy (např. Johann Joachim Winckelmann mu psal dopisy, popisující vykopávky v Pompejích). Byl otevřen myšlenkám osvícenství.

## Manželství, potomci

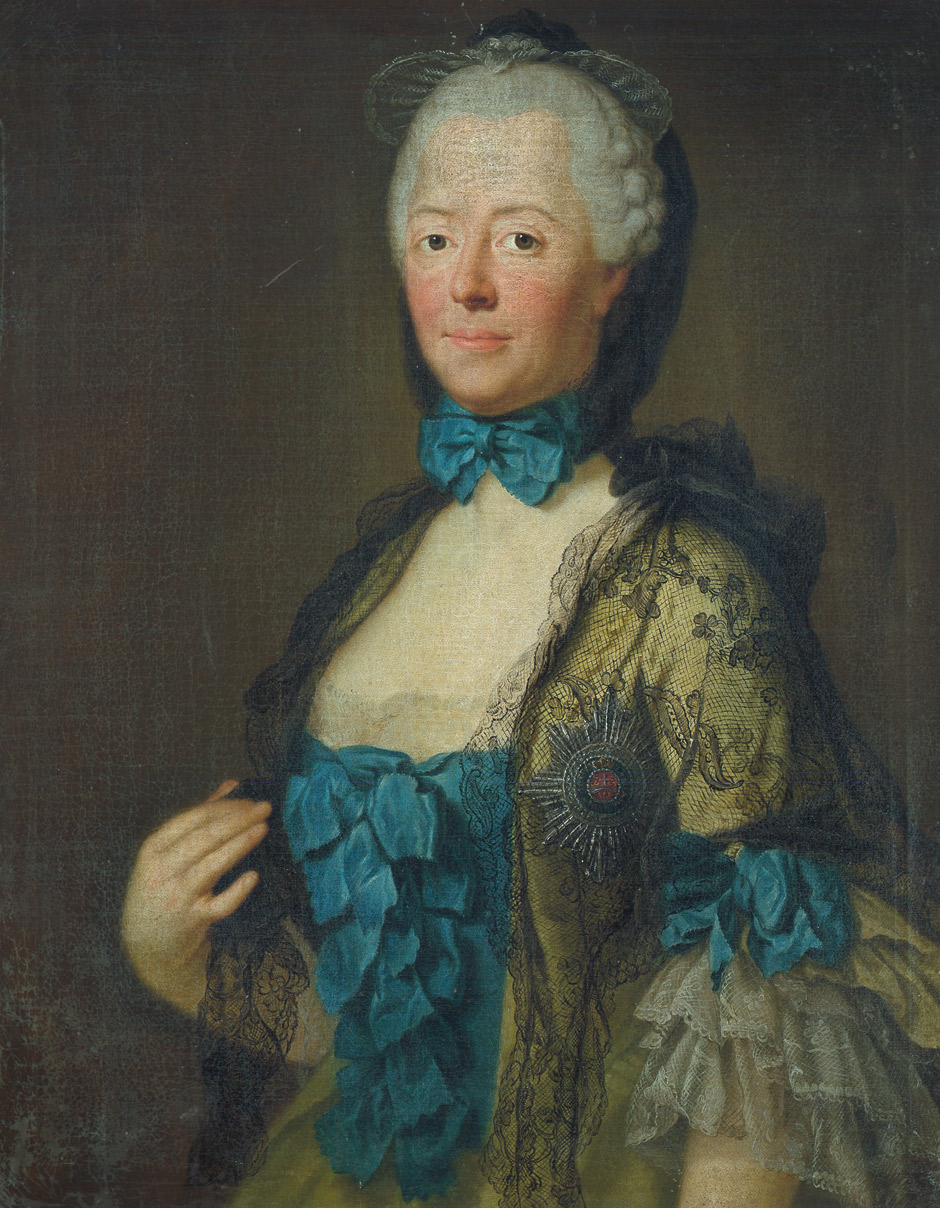
manželka Fridricha Kristiána Marie Antonie

20. června roku 1747 se Fridrich Kristián oženil s bavorskou princeznou Marií Antonií (1724—1780), dcerou císaře Karla VII. Bavorského a jeho manželky Marie Amálie Habsburské, svou sestřenicí 1. stupně, mimořádně hudebně nadanou a celkově výjimečně kulturně zaměřenou ženou. Z manželství se narodilo celkem devět potomků, první syn však zemřel hned po narození a poslední se narodil mrtvý. Ze sedmi žijících dětí byly dvě dcery a pět synů, z nichž dva se postupně stali saskými králi:
- 1. syn (*/† 9. 6. 1748 Drážďany)
- 2. Fridrich August I. Saský (23. 12. 1750 Drážďany – 5. 5. 1827 tamtéž), poslední saský kurfiřt 1763–1806, první saský král od roku 1806 až do své smrti a vévoda varšavský 1807–1815
  - 1769 Amálie Zweibrückensko-Birkenfeldská (10. 5. 1752 Mannheim – 15. 11. 1828 Drážďany)
- 3. Karel Saský (24. 9. 1752 Drážďany – 8. 9. 1781 tamtéž), svobodný a bezdětný
- 4. Josef Saský (26. 1. 1754 Drážďany – 25. 3. 1763 tamtéž)
- 5. Antonín Saský (27. 12. 1755 Drážďany – 6. 6. 1836 tamtéž), saský král od roku 1827 až do své smrti
  - I. ⚭ 1781 Marie Karolína Savojská (17. 1. 1764 Turín – 28. 12. 1782 Drážďany)
  - II. ⚭ 1787 Marie Terezie Josefa Habsbursko-Lotrinská (14. 1. 1767 Florencie – 7. 11. 1827 Lipsko)
- 6. Marie Amálie Saská (26. 9. 1757 Drážďany – 20. 4. 1831 Neuburg an der Donau)
  - ⚭ 1774 Karel II. August Zweibrückensko-Birkenfeldský (29. 10. 1746 Düsseldorf – 1. 4. 1795 Mannheim)

- 7. Maxmilián Saský (13. 4. 1759 Drážďany – 3. 1. 1838 tamtéž), dědičný princ saský
  - I. ⚭ 1792 Karolína Marie Tereza Parmská (22. 11. 1770 Parma – 1. 3. 1804 Drážďany)
  - II. ⚭ 1825 Marie Luisa Šarlota Bourbonsko-Parmská (2. 10. 1802 Barcelona – 18. 3. 1857 Řím)

- 8. Tereza Marie Saská (27. 2. 1761 Mnichov – 26. 11. 1820 Drážďany), svobodná a bezdětná
- 9. mrtvě narozený syn (*/† 1762)

### Vláda
Fridrich Kristián se stal v říjnu roku 1763, po smrti svého otce, saským kurfiřtem.
Jedním z jeho prvních činů po nástupu na trůn bylo to, že odstavil od vlády premiéra Heinricha von Brühla z důvodu jeho neoblíbenosti. Ta byla způsobena nejen neúspěšnou hospodářskou politikou, ale i katastrofální politikou zahraniční, v důsledku které bylo Sasko zataženo do sedmileté války. Zahájil za pomoci svých reforem obnovu finančního systému Saska a podařilo se mu pozvednout válkou zpustošenou zemi.

### Smrt
Své vladařské schopnosti mu však nebylo dopřáno uplatnit v plné míře – za pouhé dva měsíce po nástupu na trůn, 17. prosince téhož roku, zemřel na černé neštovice. Ze stejného důvodu se nestal polským králem, neboť v Polsku na trůn nastoupil Stanislav II. August Poniatowski v důsledku státního převratu, za nímž stála mocná rodina Czartoryšských a jenž byl podporován ze strany Ruska; v důsledku své předčasné smrti Fridrich Kristián nemohl uplatnit a prosadit svá práva k polskému trůnu. Na saský trůn po něm nastoupil jeho prvorozený syn Antonín. Protože v té době byl ještě neplnoletý, vládli za něj jako regenti společně jeho matka, královna-vdova Marie Antonie, a jeho strýc, mladší bratr Fridricha Kristiána František Xaver Saský, kteří pokračovali v reformách, zahájených zemřelým panovníkem.
Fridrich Kristián byl pohřben v katolické katedrále Nejsvětější Trojice v Drážďanech.

## Vývod z předků
|                        |                                         |  |                           |                                          |  |  |  |  |  |  |  | Jan Jiří II. Saský |
|                        |                                         |  |                           |                                          |  |  |  |  |  |  |  |                    |
|                        | Jan Jiří III. Saský                     |  |                           |                                          |  |  |  |  |  |  |  |                    |
|                        |                                         |  |                           |                                          |  |  |  |  |  |  |  |                    |
|                        |                                         |  |                           | Magdaléna Sibyla Braniborsko-Bayreuthská |  |  |  |  |  |  |  |                    |
|                        |                                         |  |                           |                                          |  |  |  |  |  |  |  |                    |
|                        | August II. Silný                        |  |                           |                                          |  |  |  |  |  |  |  |                    |
|                        |                                         |  |                           |                                          |  |  |  |  |  |  |  |                    |
|                        |                                         |  |                           | Frederik III. Dánský                     |  |  |  |  |  |  |  |                    |
|                        |                                         |  |                           |                                          |  |  |  |  |  |  |  |                    |
|                        | Anna Žofie Dánská                       |  |                           |                                          |  |  |  |  |  |  |  |                    |
|                        |                                         |  |                           |                                          |  |  |  |  |  |  |  |                    |
|                        |                                         |  |                           | Žofie Amálie Brunšvická                  |  |  |  |  |  |  |  |                    |
|                        |                                         |  |                           |                                          |  |  |  |  |  |  |  |                    |
|                        | August III. Polský                      |  |                           |                                          |  |  |  |  |  |  |  |                    |
|                        |                                         |  |                           |                                          |  |  |  |  |  |  |  |                    |
|                        |                                         |  |                           | Erdman August Braniborsko-Bayreuthský    |  |  |  |  |  |  |  |                    |
|                        |                                         |  |                           |                                          |  |  |  |  |  |  |  |                    |
|                        | Kristián Arnošt Braniborsko-Bayreuthský |  |                           |                                          |  |  |  |  |  |  |  |                    |
|                        |                                         |  |                           |                                          |  |  |  |  |  |  |  |                    |
|                        |                                         |  |                           | Sophie of Brandenburg-Ansbach            |  |  |  |  |  |  |  |                    |
|                        |                                         |  |                           |                                          |  |  |  |  |  |  |  |                    |
|                        | Kristýna Eberhardýna z Hohenzollernu    |  |                           |                                          |  |  |  |  |  |  |  |                    |
|                        |                                         |  |                           |                                          |  |  |  |  |  |  |  |                    |
|                        |                                         |  |                           | Eberhard III. Württemberský              |  |  |  |  |  |  |  |                    |
|                        |                                         |  |                           |                                          |  |  |  |  |  |  |  |                    |
|                        | Žofie Luisa Württembersko-Winnentalská  |  |                           |                                          |  |  |  |  |  |  |  |                    |
|                        |                                         |  |                           |                                          |  |  |  |  |  |  |  |                    |
|                        |                                         |  |                           | Anna Kateřina Dorotea Salmsko-Kyrburská  |  |  |  |  |  |  |  |                    |
|                        |                                         |  |                           |                                          |  |  |  |  |  |  |  |                    |
| Bedřich Kristián Saský |                                         |  |                           |                                          |  |  |  |  |  |  |  |                    |
|                        |                                         |  |                           |                                          |  |  |  |  |  |  |  |                    |
|                        |                                         |  | Ferdinand III. Habsburský |                                          |  |  |  |  |  |  |  |                    |
|                        |                                         |  |                           |                                          |  |  |  |  |  |  |  |                    |
|                        | Leopold I. Habsburský                   |  |                           |                                          |  |  |  |  |  |  |  |                    |
|                        |                                         |  |                           |                                          |  |  |  |  |  |  |  |                    |
|                        |                                         |  |                           | Marie Anna Španělská                     |  |  |  |  |  |  |  |                    |
|                        |                                         |  |                           |                                          |  |  |  |  |  |  |  |                    |
|                        | Josef I. Habsburský                     |  |                           |                                          |  |  |  |  |  |  |  |                    |
|                        |                                         |  |                           |                                          |  |  |  |  |  |  |  |                    |
|                        |                                         |  |                           | Filip Vilém Falcký                       |  |  |  |  |  |  |  |                    |
|                        |                                         |  |                           |                                          |  |  |  |  |  |  |  |                    |
|                        | Eleonora Magdalena Falcko-Neuburská     |  |                           |                                          |  |  |  |  |  |  |  |                    |
|                        |                                         |  |                           |                                          |  |  |  |  |  |  |  |                    |
|                        |                                         |  |                           | Alžběta Amálie Hesensko-Darmstadtská     |  |  |  |  |  |  |  |                    |
|                        |                                         |  |                           |                                          |  |  |  |  |  |  |  |                    |
|                        | Marie Josefa Habsburská                 |  |                           |                                          |  |  |  |  |  |  |  |                    |
|                        |                                         |  |                           |                                          |  |  |  |  |  |  |  |                    |
|                        |                                         |  |                           | Jiří Brunšvicko-Lüneburský               |  |  |  |  |  |  |  |                    |
|                        |                                         |  |                           |                                          |  |  |  |  |  |  |  |                    |
|                        | Jan Fridrich Brunšvicko-Lüneburský      |  |                           |                                          |  |  |  |  |  |  |  |                    |
|                        |                                         |  |                           |                                          |  |  |  |  |  |  |  |                    |
|                        |                                         |  |                           | Anna Eleonora Hesensko-Darmstadtská      |  |  |  |  |  |  |  |                    |
|                        |                                         |  |                           |                                          |  |  |  |  |  |  |  |                    |
|                        | Amálie Vilemína Brunšvicko-Lüneburská   |  |                           |                                          |  |  |  |  |  |  |  |                    |
|                        |                                         |  |                           |                                          |  |  |  |  |  |  |  |                    |
|                        |                                         |  |                           | Eduard Falcký                            |  |  |  |  |  |  |  |                    |
|                        |                                         |  |                           |                                          |  |  |  |  |  |  |  |                    |
|                        | Benedikta Jindřiška Falcko-Simmernská   |  |                           |                                          |  |  |  |  |  |  |  |                    |
|                        |                                         |  |                           |                                          |  |  |  |  |  |  |  |                    |
|                        |                                         |  |                           | Anna Gonzagová                           |  |  |  |  |  |  |  |                    |
|                        |                                         |  |                           |                                          |  |  |  |  |  |  |  |                    |